# Jacques Bernière
Jacques Bernière est un diplomate français.
Ancien ambassadeur de France au Royaume d'Arabie saoudite (1986 à 1991, y compris pendant la guerre du Golfe de 1990-91) et au Royaume de Belgique (septembre 1993 - janvier 1998), il occupa également la fonction de conseiller diplomatique du Gouvernement et d'inspecteur général des affaires étrangères.

## Formation
Il est diplômé de l'Institut d'études politiques (IEP) de Paris et ancien élève de l'ENA, Promotion Stendhal (1965)[réf. souhaitée]. Il est aussi diplômé d’études supérieures de Droit Public.

## Carrière diplomatique
De 1984 à 1985, Jacques Bernière est ambassadeur de France à Brunei et à Singapour,.
De 1986 à 1991, il est ambassadeur à Riad,.
De 1993 à 1997, il est ambassadeur à Bruxelles,.

## Rapports diplomatiques
- Cahiers de centre d'études d'histoire de la défense n21, la participation militaire française à la guerre du Golfe, Février 2001[9]

## Décorations
- Officier de la Légion d'honneur[10].
- Commandeur de l'Ordre national du Mérite[11].